# 李禧
李禧（?—?），唐朝皇子，是唐昭宗之子，生母不详。
《新唐书》中排序第十四位，在昭宗第十二子李祥后四位。天祐元年（904年）二月廿九日，李禧被他父亲唐昭宗封为登王。其后事迹不详。
　　